# Робідниця
Робідниця (словен. Robidnica) — поселення в общині Гореня вас-Поляне, Горенський регіон, Словенія. Висота над рівнем моря: 896,5 м.